# Arge nigripes
Arge nigripes är en stekelart som först beskrevs av Anders Jahan Retzius 1783.  Arge nigripes ingår i släktet Arge, och familjen borsthornsteklar. Arten är reproducerande i Sverige.